# Демократическа прогресивна партия
Демократическата прогресивна партия, позната също като Минджинданк (на китайски: 民主進步黨; на пинин: Mínzhǔ Jìnbù Dǎng) е лявоцентристка либерална политическа партия в Тайван.
Основана е през 1986 година на основата на опозиционното движение срещу авторитарния режим на Гоминдана и се превръща във втората основна партия в страната. През 2000 – 2008 година управлява с малцинство в парламента, а през 2016 година за пръв път печели президентския пост и парламентарно мнозинство.